# Meforbe
Meforbe est une localité du Cameroun située dans la commune de Santa et le département de la Mezam, dans la Région du Nord-Ouest.

## Population
Lors du recensement de 1987, la localité comptait 785 personnes. Une extrapolation de 2002 a conduit au chiffre de 1 138 et une étude locale est allée jusqu'à 5 264 personnes.
Cependant, lors du recensement national de 2005, on y a dénombré 399 habitants.

## Langues
On y parle le pidgin camerounais, l'anglais et le ngamambo, une langue des Grassfields du groupe Momo, en danger.